# Dicranomyia kandybinae
Dicranomyia kandybinae är en tvåvingeart som beskrevs av Evgenyi Nikolayevich Savchenko 1987. Dicranomyia kandybinae ingår i släktet Dicranomyia och familjen småharkrankar. Inga underarter finns listade i Catalogue of Life.